# Neusticurus racenisi
Neusticurus racenisi — вид ящірок родини гімнофтальмових (Gymnophthalmidae). Мешкає в Бразилії і Венесуелі. Вид названий на честь латвійського біолога Яніса Раценіса (1915–1980).

## Поширення і екологія
Neusticurus racenisi мешкають на Гвіанському нагір'ї на території південної Венесуели, а також в горах Паріма у бразильському штаті Рорайма. Вони живуть у вологих рівнинних і гірських тропічних лісах, на берегах невеликих струмків, серед рослинності і скель. Зустрічаються на висоті від 100 до 1215 м над рівнем моря.